# Holden (groupe)
Pour les articles homonymes, voir holden.
 (juillet 2023).
Si vous disposez d'ouvrages ou d'articles de référence ou si vous connaissez des sites web de qualité traitant du thème abordé ici, merci de compléter l'article en donnant les références utiles à sa vérifiabilité et en les liant à la section « Notes et références ».
Holden est un groupe de pop rock français, originaire de Paris. Il est formé en 1998 autour de Dominique Dépret alias Mocke (guitare) et Armelle Pioline (chant).

## Biographie
En 1997, le guitariste Dominique Dépret (également connu sous le pseudonyme Mocke) et Armelle Pioline rentrent de Dublin où ils habitent quatre ans (à Dublin, ils ont commencé leur carrière dans le groupe Happiness in Sexyland). Ils forment le groupe Holden (en référence à Holden Caulfield), pour enregistrer leurs premières maquettes. Ils rencontrent alors Pierre-Jean Grapin (batterie), Evan Evans (clavier) et Richard Cousin (basse). Ensemble ils sortent L'Arrière-monde en 1998 sur le label indépendant Lithium. Les textes sont écrits pour un tiers en anglais.
Encouragé par le travail d'artistes tels que Dominique A (et son album La Fossette), le groupe décide d'assumer l'usage du français dans ses compositions. En 2001, ils rencontrent le producteur Atom (alias Uwe Schmidt) et lui confient le mixage de leur second album Pedrolira (2002, Village Vert). Atom réside au Chili et le groupe se découvre une certaine affinité avec le pays. Depuis le premier, les albums du groupe y sont distribués par le label du groupe chilo-français Panico. Ils connaissent là-bas un réel succès.
En 2003, ils apparaissent dans une scène du film Violence des échanges en milieu tempéré de Jean-Marc Moutout. Le groupe a aussi l'occasion d'enregistrer de la musique pour le film Parentesis de Pablo Solis. Richard Cousin quitte le groupe et rejoint Overhead en 2004 ; le bassiste Cristóbal vient alors compléter l'effectif. Holden se rend à Santiago du Chili pour enregistrer l'album Chevrotine. L'album sort en 2006 et connaît un certain succès, dépassant le succès d'estime dont il est coutumier. En 2009, la chanson Madrid est utilisée dans la série Damages (saison 2 épisode 7).  Le 24 mars 2009, est sorti Fantômatisme, leur 4e album.
En 2010, Armelle se lance sérieusement en solo en ravivant son projet Superbravo. Les textes sont majoritairement en anglais, contrairement à ceux de Holden. Le 29 mars 2011 est sorti l'album Essentiel constitué d'un Best of et d'un CD d'inédits datant principalement de leur période Dublin. Le 24 juin 2013, sort Sidération, un album financé par les fidèles du groupe via une campagne de financement communautaire sur le site Kisskissbankbank. Pour ce cinquième album, Armelle Pioline et Mocke s'entourent d'Emmanuel Mario et enregistrent en France.
En janvier 2020 sort au Chili Bon Voyage: mi vida junto a Holden, un documentaire de Pablo Solís sur Armelle Pioline et sa tournée au Chili de 2007 avec le groupe Holden.

## Style musical
Holden joue un style musical se rapprochant des compositions de Jean-Louis Murat. Comme lui, ils ont du mal à se faire reconnaître au-delà du succès d'estime.
Les musiciens du groupe déclarent aimer autant le rock (The Velvet Underground) que le jazz (Thelonious Monk, Chet Baker, Billie Holiday) : le rock par histoire, le jazz de plus en plus au fur et à mesure qu'ils avancent dans leur carrière. D'autres influences sont parfois citées[réf. nécessaire] : Django Reinhardt, The Byrds, Broadcast, Beck, Joy Division, Glenn Gould, Robert Wyatt, The Strokes, Cat Power.

## Discographie

### Albums studio
- 1998 : L'Arrière-monde
- 2002 : Pedrolira
- 2006 : Chevrotine
- 2009 : Fantômatisme
- 2011 : Essentiel
- 2013 : Sidération

### Participation
- 2009 : On n'est pas là pour se faire engueuler ! (album hommage à Boris Vian, avec le morceau Il est tard)